# Cesare Pascarella
(G. Carducci, "Introduzione a "Villa Gloria", 1º luglio 1886, da: Cesare Pascarella: "Sonetti", Torino 1920, p. 89)
Cesare Pascarella (Roma, 28 aprile 1858 – Roma, 8 maggio 1940) è stato un poeta e pittore italiano.

## Vita d'artista

### L'infanzia e gli esordi
Giovanissimo, fu messo dai propri genitori, originari di Fontana Liri, a studiare nel seminario di Frascati: scappò via. Per quanto si può leggere della sua produzione poetica, non sembra che quella precoce esperienza lo abbia ben disposto nei confronti degli ambienti religiosi.
Studiò poi all'Istituto di Belle arti di Roma, sotto la guida del pittore perugino Domenico Bruschi (1840-1910), ma era molto più attratto dalla vita artistico-mondana della città che dagli studi accademici.
La nuova capitale ribolliva di novità, di idee, di progetti, di smanie: il ventenne Pascarella vi si tuffò e cominciò a frequentarne gli artisti mondani e innovatori, partecipando alle attività dei "XXV della campagna romana" (dove era noto per i suoi asinelli), frequentando il Caffè Greco, stringendo rapporti con gli artisti più simili a lui per irrequietezza e bisogno di nuovo, collaborando con la Cronaca bizantina e successivamente con il Fanfulla della domenica, che pubblicano le sue prime cose.
La nota caratteristica della sua personalità è l'irrequietezza: dopo il viaggio in Sardegna del 1882 con D'Annunzio e Scarfoglio alla scoperta di un mondo considerato misterioso e arcaico, continua a viaggiare moltissimo (India, Giappone, Stati Uniti, Cina, Argentina, Uruguay), annotando nei suoi Taccuini disegni e osservazioni acute e caustiche. Tuttavia l'uomo è profondamente legato alla sua città, scenario privilegiato di molte sue opere, e abitò per tutta la vita in Campo Marzio, tra via dei Portoghesi, via dei Pontefici all'Augusteo, via della Scrofa, via Laurina, via del Corso.
Pubblica, nel frattempo, Villa Gloria (1886), 25 sonetti sul tentativo dei Fratelli Cairoli di liberare Roma e conclusosi tragicamente con lo scontro di villa Glori. I sonetti furono celebrati dal Carducci, mentre il lavoro più noto, La scoperta de l'America (di cui dà letture pubbliche sempre più richieste) è del 1894, ma non mancano elzeviri, resoconti e collaborazioni. I Sonetti, del 1904, raccolgono le sue opere sparse dal 1881.
È anche un grande camminatore (e i resoconti di queste esperienze finiscono ugualmente nei taccuini e nelle sue collaborazioni giornalistiche) e poi recita in teatro.

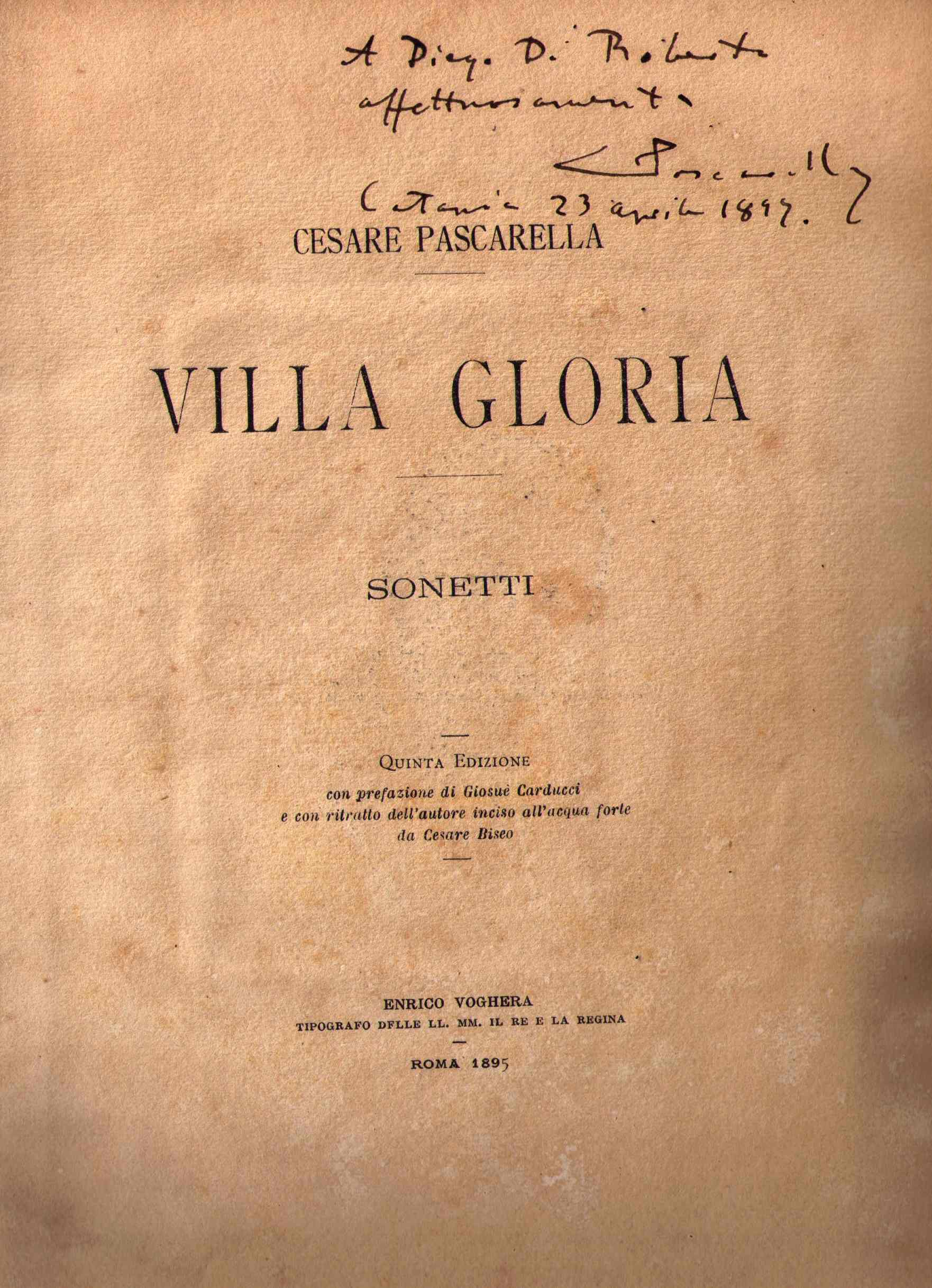
Villa Glori con dedica autografa a D. De Roberto

### Il Novecento
Già prima della grande guerra, attorno al 1911, l'insorgente sordità, una sua nativa inclinazione alla solitudine e probabilmente la crescente consapevolezza di essere ormai uomo di un'altra epoca, definitivamente tramontata, portano Pascarella a sottrarsi del tutto alla mondanità letteraria romana, nonostante le sollecitazioni di amici e ammiratori. Lavora a Storia nostra, poema che non accetterà mai di pubblicare neppure per saggi e resterà incompiuto, e di cui usciranno postumi, nel 1941, 267 sonetti dei 350 previsti. Continua le sue lunghe passeggiate per la campagna romana. Studia l'inglese per poter leggere in originale Stevenson e Conrad. Si appassiona al volo. Non perde i contatti con gli amici, anche se gli scambi consistono ormai in foglietti sui quali il suo interlocutore scrive domande o osservazioni: il poeta risponde con ampiezza, se la domanda gli piace - o ripiega il foglietto stretto stretto e passa ad altro.

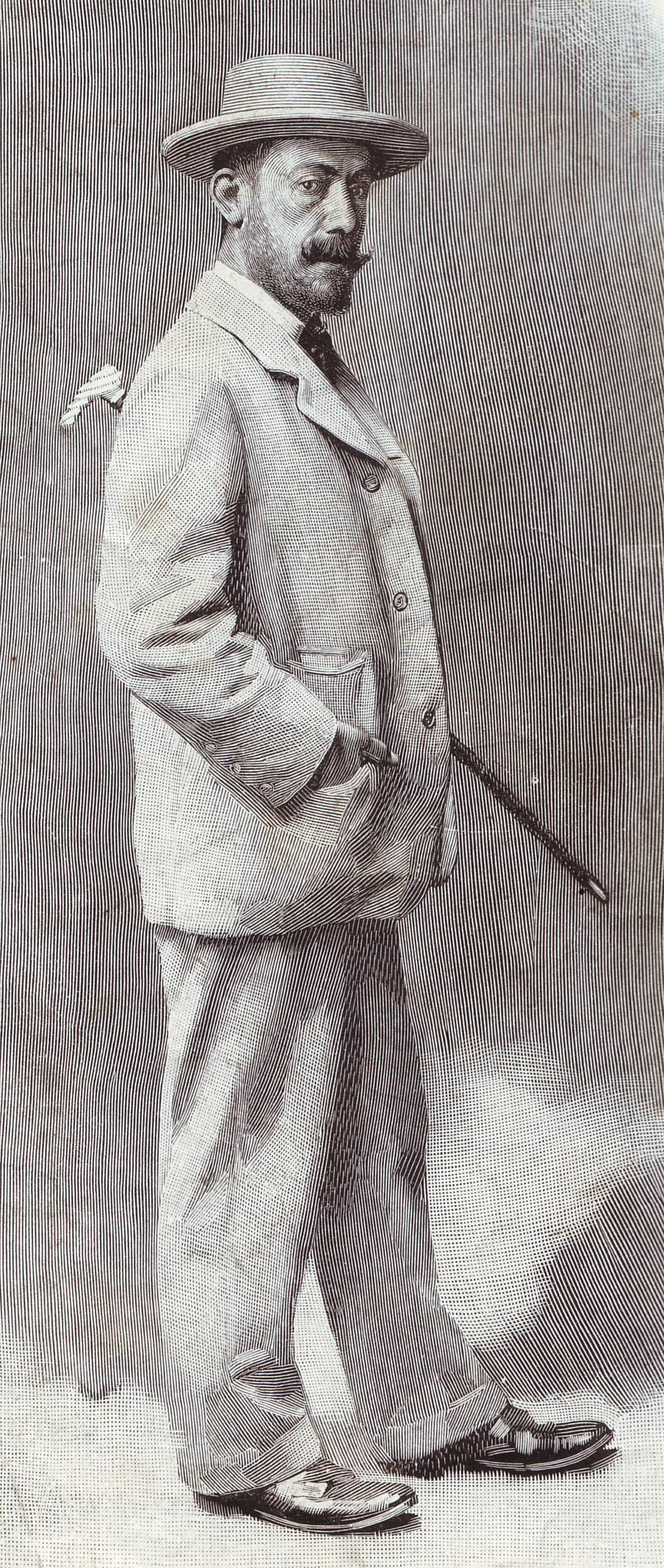
Cesare Pascarella sulla copertina del periodico La Tribuna illustrata (1894)

Nel 1930 è nominato accademico d'Italia, e nonostante la sordità e la misantropia crescente, partecipa con costanza alle riunioni alla Farnesina.
Muore a Roma l'8 maggio 1940, in solitudine ed è sepolto presso il Cimitero del Verano. Il suo scanno all'Accademia d'Italia viene attribuito ad Ada Negri, prima donna ad entrarvi. Le sue carte, la biblioteca (stampati antichi e moderni), fotografie, quadri e disegni furono acquistati, con i diritti d'autore connessi, dalla Reale Accademia d'Italia (oggi Accademia Nazionale dei Lincei) nel 1940. Il fondo è interamente ordinato.

## La critica letteraria e Benedetto Croce

Benedetto Croce analizzò la poetica di Pascarella

Nell'opera La letteratura della nuova Italia il filosofo Benedetto Croce dedica un'ampia sezione a Cesare Pascarella, analizzando alcuni aspetti della sua poesia che i critici coevi avevano sottovalutato. Il primo a dare notorietà al letterato romano fu Giosuè Carducci, che elogiò l'opera di Pascarella come il risultato artistico di «un trasteverino che vide e fece; perciò l'epos nasce naturale, e non per convenzione nella forma dialettale». Secondo Croce le lusinghe del Carducci sono dettate da un genuino sentimento patrio, che travisa positivamente ogni manifestazione propria dell'identità nazionale italiana, e d'altra parte fa anche torto allo stesso autore. Ben peggiori furono invece le considerazioni di Pietro Mastri, che ritenne tutt'altro che poesia i componimenti di Pascarella, scrivendo in proposito «pura cronaca in versi romaneschi», biasimando ampiamente l'opinione di chi vi vedrebbe persino una «linea epica». Croce sostiene invece, contro costoro in una sorta di gioco dialettico, che sia sbagliato rapportare con il genere epico la sua produzione; del genere epico sarebbe proprio uno stile che «deforma, sopprime, impiccolisce e ingrandisce», considera, diversamente da quanto fa Pascarella che invece testimonia storie e fatti, con la voce del popolo e con lo spirito del poeta. Mastri poi è troppo approssimativo, continua Croce, quando ritiene pura goliardia la produzione romanesca del poeta; Pascarella sa inventare, mescolare realtà e fantasia e far suscitare un sentimento estetico nel lettore, generalmente mediante il comico, la pompa e la malinconia. La versificazione popolare regge solo finché si condivide con lo scrittore lo stesso contesto storico e culturale, e l'emozione non è opera dell'autore ma del comune sentire, secondo Croce. Pascarella invece usa il dialetto da poeta, proprio come il Belli, ma a differenza di quest'ultimo che lo deforma in «elemento lirico», proprio di una «visione esterna, colta e scettica», egli celebra, ricorda, immortala, secondo gli ideali positivi di un italiano coinvolto nei propositi politici e culturali del risorgimento.
In realtà le analisi crociane adombrano ampiamente la portata antiromantica e anti-idealistica di Pascarella, e quando di costui si evidenzia solo un'ispirazione civile e nostalgica, vengono messe in sordina tutte le numerose velate critiche al contesto storico e culturale lasciate, contro la metrica barbara e la riproposizione retorica dei valori civili nei fatti della storia con versi e opere d'arte, di stampo storicista.

## Il dialetto romano
È stato scritto che il «romanesco è il dialetto esclusivo del popolo basso, non comune agli altri ceti, come il veneto, il napoletano ecc.». Di conseguenza l'identificazione col popolo dovrebbe richiedere, in un certo senso, l'abbandono della propria personalità di intellettuale. «La posizione di Pascarella di fronte al dialetto è sostanzialmente un'altra cosa da quella del Belli» che con il dialetto raggiunge «uno strato di profondissima immedesimazione» là dove nel Pascarella, continua lo stesso Giorgio Vigolo, tale livello di fusione si ferma «ad un livello appena subacqueo (...) come la disposizione bonaria di una persona colta a parlare col popolo (...)». Pier Paolo Pasolini ha scritto che quando ha cominciato a scrivere Pascarella la società era mutata, «c'era stato il Quarantotto, c'era stato il Settanta, c'era stato Crispi e poi il regno di Umberto I», per trovarne il sapore reale dell'epoca papale occorreva «un astratto sforzo di fantasia» e il soccorso di un «Belli (o uno Stendhal)». Trilussa, poi, si ritrova a vivere in una realtà ancora diversa, riparte dal Belli, ma è presentato all'epoca come «creatore di un nuovo genere di letteratura in vernacolo». In effetti il romanesco all'epoca fu addirittura oggetto di satira sul Marc'Aurelio, che prendeva in giro, oltre a Trilussa che lasciava correre, anche «Petrolini, che si arrabbia».

## Opere letterarie
- 1881 Er morto de campagna (sonetti)
- 1883 La serenata (sonetti)
- 1884 Er fattaccio (sonetti)
- 1886 Villa Gloria (sonetti)
- 1887 Cose der monno
- 1887 L'allustra scarpe filosofo
- 1894 La scoperta de l'America (sonetti)
- 1904 I sonetti (1939, nuova ristampa riveduta e corretta dall'autore, Torino, Società Subalpina Editrice).
- 1920 Le prose
- 1920 Viaggio in Ciociaria
- - Italia nostra (postuma)
- - Taccuini (pubblicati nel 1961 dall'Accademia dei Lincei)
- - Storia nostra (pubblicato nel 1961 dall'Accademia dei Lincei)

Er morto de campagna esce sulla Cronaca bizantina, La serenata e Cose der monno in Fanfulla della domenica, L'allustra scarpe filosofo in L'illustrazione italiana.
Dei poeti della sua generazione che hanno scritto in romanesco è quello con più forte senso della storia e intenzione sociale, intesi in senso moderno: non a caso fu Carducci a lanciarlo sulla scena letteraria nazionale dedicandogli un articolo sulla Nuova Antologia all'uscita di Villa Gloria.

## Citazioni e testi
| (per un'idea dalla storia... | ...vista dai romani) |
| --- | --- |
| - da La Scoperta de l'America Vedi noi? Mò noi stamo a fà bardoria: Nun ce se penza e stamo all'osteria... Ma invece stamo tutti ne la storia... ...Perché quann'uno, caro mio, se vanta d'esse un omo d'onore, quanno ha dato la parola, dev'esse sacrosanta. E sia longa la strada, o brutta o bella, Magara Cristo ha da morì ammazzato, Ma la parola sua dev'esse quella. | - da Storia nostra: La fondazione di Roma A queli tempi lì nun c'era gnente... La poteveno fa' pure a Milano, O in qualunqu 'antro sito de lì intorno. Magara più vicino o più lontano. Potevano; ma intanto la morale Fu che Roma, si te la fabbricorno, La fabbricorno qui. Ma è naturale, Qui ci aveveno tutto: la pianura, Li monti, la campagna, l'acqua, er vino... Tutto! Volevi annà in villeggiatura? Ecchete Arbano, Tivoli, Marino. Te piace er mare? Sorti de le mura, Co' du' zompi te trovi a Fiumicino. Te piace de sfoggia' in architettura? Ecco la puzzolana e er travertino. Qui er fiume pe' potecce fa' li ponti, Qui l'acqua pe' poté fa' le fontane, Qui Ripetta, Trastevere, li Monti... |